# Z5 Paul Jacobi
Z5 Paul Jacobi (spotyka się też nowszą pisownię Paul Jakobi) – niemiecki niszczyciel typu 1934A (Leberecht Maass) z okresu przedwojennego i II wojny światowej. Po wojnie, do 1954 służył we flocie francuskiej jako Desaix.

## Budowa
Okręt był pierwszą jednostką typu niszczycieli 1934A, ulepszonego w stosunku do typu 1934. Zamówiony 9 stycznia 1935, położenie stępki – 15 lipca 1935, wodowanie – 24 marca 1936, wejście do służby – 29 czerwca 1937. Zbudowany w stoczni Deschimag AG w Bremie (numer stoczniowy W899). W systemie oznaczeń niemieckich niszczycieli miał przydzielony numer Z5, jednakże rzadko używany oficjalnie. Jedynie przed wojną nosił numer burtowy 21. Koszt budowy wyniósł 12,7 miliona Reichsmark.
Nazwę nadano mu na cześć niemieckiego komandora podporucznika Paula Jacobi, dowódcy 8. Flotylli Torpedowców, poległego 12 lutego 1915 na niszczycielu V25 zatopionym na minie.

## Służba
Przed wojną, m.in. odbył rejs do Norwegii (lipiec 1938). 19 sierpnia 1938 uczestniczył w rewii floty przed Hitlerem i węgierskim regentem Horthym. W październiku 1938 uczestniczył w rejsie na Morze Śródziemne "pancernika kieszonkowego" "Admiral Graf Spee".

### Działania w Europie Zachodniej i Norwegii
Po wybuchu II wojny światowej "Jacobi" działał na Morzu Północnym i w Cieśninach Duńskich (do lutego 1940). 29 września 1939 atakowany nieskutecznie przez brytyjskie bombowce Hampden koło Helgolandu (z "Bruno Heinemann"), przy czym niemieckie okręty uszkodziły jeden bombowiec. Wziął udział w kwietniu 1940 w kampanii norweskiej, w grupie, która zajęła Trondheim, po czym wspierał tam wojska lądowe. 25-27 lipca 1940 eskortował do Kilonii uszkodzony pancernik "Gneisenau" (z "Hans Lody", "Friedrich Ihn", "Karl Galster" oraz 5 torpedowcami). 14 sierpnia i 1 września 1940 dwukrotnie osłaniał operacje stawiania zagród minowych na Morzu Północnym.
Od końca września do listopada 1940 "Jacobi" operował z Brestu w zachodniej Francji. Prawdopodobnie w tym okresie został wyposażony w radar. W nocy z 28 na 29 września 1940 stawiał miny na wodach angielskich (w Zatoce Falmouth, wraz z "Hans Lody", "Friedrich Ihn", "Karl Galster", "Erich Steinbrinck", pod osłoną "Friedrich Eckoldt" i "Theodor Riedel").
Od stycznia do kwietnia 1941 okręt był w remoncie. W tym okresie wzmocniono lekkie uzbrojenie plot do 9 działek 20 mm. Od listopada 1941 do stycznia 1942 operował głównie w Skagerraku, przy tym 11 listopada 1941 lekko uszkodził kadłub na mieliźnie.
W dniach 14-17 stycznia 1942 eskortował z Wilhelmshaven do Trondheim pancernik "Tirpitz" (wraz z "Richard Beitzen", "Bruno Heinemann" i Z29). Wziął następnie 11-13 lutego 1942 udział w operacji Cerberuus (osłonie przebicia się przez kanał La Manche niemieckich pancerników). 21-23 lutego 1942 eskortował do Norwegii (z "Hermann Schoemann", "Richard Beitzen", "Friedrich Ihn", Z25 i trzema torpedowcami) krążowniki "Prinz Eugen" i "Admiral Hipper", podczas czego "Prinz Eugen" został uszkodzony przez okręt podwodny HMS "Trident". Następnie od lutego do maja 1942 "Jacobi" działał z baz w północnej Norwegii, przeciw konwojom do ZSRR w Arktyce, jednak bez większych akcji.
Od maja do grudnia 1942 przebywał w remoncie w Kilonii, w tym czasie we wrześniu 1942 wystąpił pożar w kotłowni, a w październiku 1942 został uszkodzony przez nalot brytyjski. Od lutego do września 1943 ponownie działał z baz w północnej Norwegii, bez większych akcji bojowych.

### Modernizacja i działania na Bałtyku
Od października 1943 do października 1944 przechodził kapitalny remont i modernizację w Kilonii, w tym czasie został uszkodzony 13 grudnia 1943 przez nalot amerykański, a 4 stycznia i 18 lipca 1944 przez naloty brytyjskie. Po modernizacji miał wzmocnione uzbrojenie przeciwlotnicze do 10 działek 37 mm i 13 x 20 mm kosztem zdemontowania jednego działa artylerii głównej. Zastosowano wydłużoną "atlantycką" stewę dziobową, zwiększając długość do 121 m i nieco poprawiając kiepskie własności morskie.
Od listopada 1944 do końca wojny działał na Bałtyku, wchodził w skład 4. Flotylli. 29-31 stycznia 1945 z Z25 eskortował krążownik "Prinz Eugen" ostrzeliwujący pozycje radzieckie. 4 lutego 1945 został uszkodzony w kolizji ze statkiem "Helda Schrother" w Świnoujściu i remontowany przez około miesiąc. Od 7 marca wraz z Z34 i krążownikiem "Admiral Scheer" ostrzeliwał cele w rejonie Dziwnowa, po czym wspierał i ewakuował obrońców Kołobrzegu. Działał następnie głównie pomiędzy Gdynią a Kopenhagą, biorąc udział w ewakuacji uchodźców niemieckich z Pomorza i okazjonalnie ostrzeliwując pozycje radzieckie. 4 maja 1945 część załogi na nim zbuntowała się, odmawiając dalszych wyjść w morze, lecz bunt stłumiono i trzech członków skazano na śmierć. Podczas ostatnich kilku dni wojny, wraz z "Hans Lody", "Theodor Riedel", "Friedrich Ihn", "Karl Galster" i Z25, Z38, Z39, odbył kilka rejsów, ewakuując uchodźców niemieckich z Helu do Kopenhagi. Kapitulacja Niemiec zastała go we Flensburgu.

## W służbie francuskiej
Po wojnie "Paul Jacobi" przyznany został w 1945 Wielkiej Brytanii, po czym 4 lutego 1946 przekazany przez nią Francji i wcielony do służby francuskiej pod nazwą "Desaix" (numer T-04). W latach 1946–1947 przeszedł remont. Już w styczniu 1949 wycofany do rezerwy. Od 16 lutego 1954 rozbrojony służył jako hulk Q-02, a w czerwcu 1954 skreślony z listy floty i sprzedany na złom.

## Dowódcy
- kmdr ppor (Korvettenkapitän) Peters: 29 czerwca 1937 – 3 listopada 1938
- kmdr ppor/kmdr por. Zimmer: 4 listopada 1938 – luty 1941
- kmdr ppor/kmdr por. Schlieper: 1 kwietnia 1941 – 9 lipca 1944
- kmdr ppor Bülter: 10 lipca 1944 – 9 maja 1945
- kmdr por (Capitaine de Frégate) Douguet: od 4 lutego 1946
- kmdr por Béret: od 20 czerwca 1947
- kmdr por Delort–Laval: od 10 lipca 1948

## Dane techniczne
Historia konstrukcji i opis okrętu - w opisie niszczycieli Typu 1934
- wyporność:
  - standardowa: 2171 t
  - pełna: 3110 t
- wymiary:
  - długość: 119 m (później 121 m)
  - szerokość: 11,3 m
  - zanurzenie: 3,8-4,3 m
- napęd: 2 turbiny parowe o mocy łącznej 70 000 KM, 6 kotłów parowych Wagnera (ciśnienie pary 70 at), 2 śruby
- prędkość maksymalna: 38 w.
- zasięg: 1900 mil morskich przy prędkości 19 w.
- zapas paliwa: 770 t. mazutu
- załoga: 325

### Uzbrojenie
- początkowo:
  - 5 dział kalibru 128 mm (nominalnie 12,7 cm) SK C/34 w pojedynczych stanowiskach, osłoniętych maskami (5xI)
    - długość lufy L/45 (45 kalibrów), donośność maksymalna 17.400 m, kąt podniesienia +30°, masa pocisku 28 kg, zapas nabojów - 120 na działo

  - 4 armaty przeciwlotnicze 37 mm SK C/30, półautomatyczne, na podwójnych podstawach LC/30 (2xII)
  - 6-9 działek przeciwlotniczych 20 mm (6xI)
  - 8 wyrzutni torpedowych 533 mm (2xIV), 12-16 torped
  - 18 bomb głębinowych (zrzutnia bg)
  - 60 min morskich (opcjonalnie)
- od 1945
  - 4 działa 128 mm SK C/34 w pojedynczych stanowiskach, osłoniętych maskami (5xI)
  - 4 działka przeciwlotnicze 37 mm, automatyczne (4xII, 2xI)
  - 13 działek przeciwlotniczych 20 mm (1xIV, 4xII, 1xI)
- 8 wyrzutni torpedowych 533 mm (2xIV), 12-16 torped
- bomby głębinowe, zrzutnia bg i miotacze
- 60 min morskich (opcjonalnie)

Wyposażenie
- radar FuMO 21 (od 1941/42), FuMO 24/25 (od 1943)
- radar FuMO 63 (od 1944)
- stacja identyfikacji swój-obcy FuMO-2 Wespe-G (w toku wojny)
- szumonamiernik GHG
- hydrolokator S-Gerat (nie jest pewne, czy został zamontowany)
- system kierowania ogniem artylerii głównej: dwa 4-metrowe dalmierze stereoskopowe (na nadbudówce dziobowej i śródokręciu), centrala artyleryjska C34/Z